# 古尼亞季
48°8′44″N 22°36′29″E / 48.14556°N 22.60806°E
古尼亞季（烏克蘭語：Гуняді），是烏克蘭西部的村莊，隸屬外喀爾巴阡州的貝雷霍韋區。該村始建於1927年，面積0.14平方公里，海拔高度111米，2001年人口325，人口密度每平方公里2,321.43人。

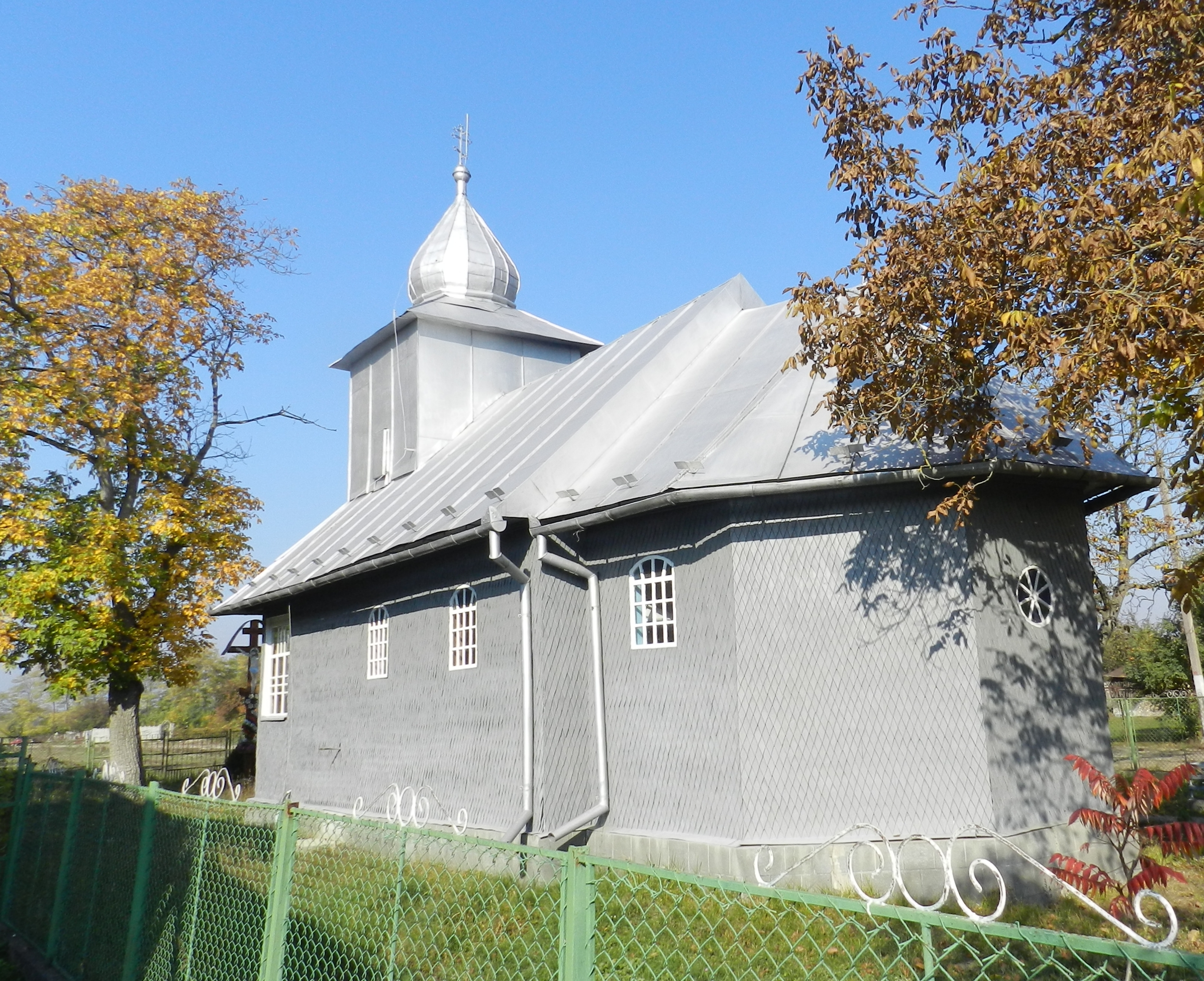